# Навашинский (городской округ)
Город Навашино или городско́й о́круг Навашинский — административно-территориальное образование (город областного значения) и муниципальное образование со статусом городского округа в юго-западной части Нижегородской области России. До 2015 года составлял Навашинский район.
Граничит с городами областного значения (городскими округами) Кулебаки и Выкса, а также Вачским, Сосновским и Ардатовским районом Нижегородской области и Муромским районом Владимирской области.
Административный центр — город Навашино.

## История
29 августа 1944 года указом Президиума Верховного Совета РСФСР из части сельсоветов Кулебакского и Муромского районов был образован Мордовщиковский район с центром в рабочем посёлке Мордовщик. В 1954—1957 годах район входил в состав Арзамасской области. В 1960 году после образования города Навашино, в результате объединения рабочего посёлка Мордовщик и села Липня, район был переименован в Навашинский район. В 1963—1965 годах район был ликвидирован, сельсоветы входили в состав Выксунского района.
Законом Нижегородской области от 15 июня 2004 года № 59-З, Навашинский район был наделён статусом муниципального района.
Законами Нижегородской области от 15 июня 2004 года № 60-З и от 11 октября 2004 года № 110-З, в составе Навашинского муниципального района было образовано 2 городских и 9 сельских поселений.
Законом Нижегородской области от 28 августа 2009 года № 135-З, были преобразованы, путём их объединения, муниципальные образования:
- сельские поселения Поздняковский сельсовет, Монаковский сельсовет и Ефановский сельсовет в сельское поселение Поздняковский сельсовет;
- сельские поселения Большеокуловский сельсовет, Сонинский сельсовет и Новошинский сельсовет в сельское поселение Большеокуловский сельсовет;
- сельские поселения Натальинский сельсовет, Салавирский сельсовет и Валтовский сельсовет в сельское поселение Натальинский сельсовет.

Законом Нижегородской области от 27 ноября 2013 года № 156-З, городское поселение рабочий посёлок Тёша был преобразован в сельское поселение сельсовет Тёша.
Законом Нижегородской области от 8 мая 2015 года № 58-З, городское поселение город Навашино и сельские поселения Большеокуловский сельсовет, Натальинский сельсовет, Поздняковский сельсовет, сельсовет Тёша были преобразованы, путём их объединения, в муниципальное образование городской округ Навашинский Нижегородской области.
Законом Нижегородской области от 13 мая 2015 года № 66-З, были упразднены административно-территориальные единицы Навашинский район Нижегородской области и город районного значения Навашино и образовано административно-территориальное образование город областного значения Навашино Нижегородской области.
Таким образом, в 2015 году административно-территориальное образование Навашинский район был преобразован в город областного значения Навашино, а муниципальное образование Навашинский район был преобразован в городской округ Навашинский.

## Население
| 1959    | 1970    | 1979    | 1989    | 2002    | 2008    | 2009    | 2010    | 2011    |
| ------- | ------- | ------- | ------- | ------- | ------- | ------- | ------- | ------- |
| 26 464  | ↗39 479 | ↘34 471 | ↘31 537 | ↘27 617 | ↘25 487 | ↘25 153 | ↘24 296 | ↘24 195 |
| 2012    | 2013    | 2014    | 2015    | 2016    | 2017    | 2018    | 2019    | 2020    |
| ↘23 974 | ↘23 613 | ↘23 413 | ↘23 082 | ↘22 837 | ↘22 519 | ↘22 234 | ↘21 944 | ↘21 772 |
| 2021    |         |         |         |         |         |         |         |         |
| ↘21 489 |         |         |         |         |         |         |         |         |

### Урбанизация
В городских условиях (город Навашино) проживают 68,24 % населения округа.

## Административно-территориальное устройство
Город областного значения Навашино включает в себя город Навашино и 4 сельсовета, ранее бывших сельскими поселениями.
| № | Административно- территориальное (упразднённое муниципальное) образование | Административный центр | Количество населённых пунктов | Население (чел.) | Площадь (км²) |
| - | ------------------------------------------------------------------------- | ---------------------- | ----------------------------- | ---------------- | ------------- |
| 1 | Город Навашино                                                            | город Навашино         | 1                             | 16416            | 13            |
| 2 | Большеокуловский сельсовет                                                | село Большое Окулово   | 15                            | 2659             | 306,86        |
| 3 | Натальинский сельсовет                                                    | село Натальино         | 16                            | 2605             | 401,79        |
| 4 | Поздняковский сельсовет                                                   | село Поздняково        | 19                            | 1628             | 267,13        |
| 5 | сельсовет Тёша                                                            | поселок Тёша           | 1                             | 988              | Н/Д           |

### Населённые пункты
В состав города областного значения и городского округа входит 51 населённый пункт:
| №  | Населённый пункт | Тип населённого пункта            | Население | Административно-территориальное образование |
| -- | ---------------- | --------------------------------- | --------- | ------------------------------------------- |
| 1  | Анцифрово        | деревня                           | ↘42       | Поздняковский сельсовет                     |
| 2  | Безверниково     | деревня                           | ↘24       | Большеокуловский сельсовет                  |
| 3  | Бельтеевка       | деревня                           | ↘8        | Большеокуловский сельсовет                  |
| 4  | Бобровка         | деревня                           | ↗34       | Натальинский сельсовет                      |
| 5  | Большое Окулово  | село                              | ↗1508     | Большеокуловский сельсовет                  |
| 6  | Валтово          | деревня                           | ↘331      | Натальинский сельсовет                      |
| 7  | Валтово          | посёлок железнодорожного разъезда | ↗20       | Натальинский сельсовет                      |
| 8  | Велетьма         | посёлок железнодорожного разъезда | ↘6        | Большеокуловский сельсовет                  |
| 9  | Волосово         | деревня                           | ↘18       | Большеокуловский сельсовет                  |
| 10 | Горицы           | деревня                           | ↘123      | Большеокуловский сельсовет                  |
| 11 | Дедово           | село                              | ↘28       | Поздняковский сельсовет                     |
| 12 | Ефаново          | село                              | ↘283      | Поздняковский сельсовет                     |
| 13 | Ефремово         | деревня                           | ↘55       | Поздняковский сельсовет                     |
| 14 | Кистаново        | деревня                           | ↘11       | Натальинский сельсовет                      |
| 15 | Князево          | деревня                           | ↘6        | Большеокуловский сельсовет                  |
| 16 | Кондраково       | деревня                           | ↘14       | Поздняковский сельсовет                     |
| 17 | Корниловка       | деревня                           | ↘26       | Поздняковский сельсовет                     |
| 18 | Коробково        | село                              | ↘245      | Поздняковский сельсовет                     |
| 19 | Красный Октябрь  | деревня                           | ↘10       | Поздняковский сельсовет                     |
| 20 | Кутарино         | деревня                           | ↗22       | Поздняковский сельсовет                     |
| 21 | Левино           | деревня                           | ↘114      | Натальинский сельсовет                      |
| 22 | Малое Окулово    | деревня                           | ↘218      | Большеокуловский сельсовет                  |
| 23 | Малышево         | деревня                           | ↘34       | Поздняковский сельсовет                     |
| 24 | Мартюшиха        | деревня                           | ↘9        | Поздняковский сельсовет                     |
| 25 | Масловское       | посёлок                           | ↘0        | Натальинский сельсовет                      |
| 26 | Мещерское        | посёлок                           | ↘22       | Натальинский сельсовет                      |
| 27 | Монаково         | село                              | ↘184      | Поздняковский сельсовет                     |
| 28 | Навашино         | город, административный центр     | ↗14 664   | Город Навашино                              |
| 29 | Натальино        | село                              | ↘1010     | Натальинский сельсовет                      |
| 30 | Новошино         | село                              | ↘375      | Большеокуловский сельсовет                  |
| 31 | Ольховка         | деревня                           | ↗20       | Большеокуловский сельсовет                  |
| 32 | Петряево         | деревня                           | ↗9        | Поздняковский сельсовет                     |
| 33 | Поздняково       | село                              | ↘576      | Поздняковский сельсовет                     |
| 34 | Покров           | деревня                           | ↘3        | Большеокуловский сельсовет                  |
| 35 | Приокский        | посёлок железнодорожного разъезда | →0        | Большеокуловский сельсовет                  |
| 36 | Пустынь          | деревня                           | ↘7        | Натальинский сельсовет                      |
| 37 | Рогово           | деревня                           | ↘141      | Натальинский сельсовет                      |
| 38 | Родиониха        | деревня                           | ↘26       | Поздняковский сельсовет                     |
| 39 | Родяково         | деревня                           | ↘216      | Натальинский сельсовет                      |
| 40 | Румасово         | деревня                           | ↘38       | Натальинский сельсовет                      |
| 41 | Салавирь         | деревня                           | ↘173      | Натальинский сельсовет                      |
| 42 | Сонино           | село                              | ↘245      | Большеокуловский сельсовет                  |
| 43 | Спас-Седчено     | село                              | ↘31       | Поздняковский сельсовет                     |
| 44 | Степурино        | деревня                           | ↘437      | Натальинский сельсовет                      |
| 45 | Степурино        | посёлок                           | ↘51       | Натальинский сельсовет                      |
| 46 | Судострой        | посёлок                           | ↘8        | Поздняковский сельсовет                     |
| 47 | Тёша             | посёлок                           | ↘844      | Сельсовет Тёша                              |
| 48 | Трудовик         | деревня                           | ↘1        | Поздняковский сельсовет                     |
| 49 | Угольное         | деревня                           | ↘52       | Большеокуловский сельсовет                  |
| 50 | Чудь             | село                              | ↘25       | Поздняковский сельсовет                     |
| 51 | Ярцево           | деревня                           | ↘53       | Большеокуловский сельсовет                  |

## Экономика района

### Промышленность
В 2007 году объём отгрузки товаров собственного производства, выполнения работ, оказания услуг собственными силами по обрабатывающим производствам (по крупным и средним организациям) составил 2248,5 млн.руб., по полному кругу предприятий — 2743,78 млн руб.
Структура материального производства
- Промышленность — 87,4 %;
- Сельское хозяйство — 2,4 %;
- Транспорт и связь — 1,9 %;
- Строительство — 0,3 %;
- Торговля и общепит — 0,6 %;
- Прочие — 7,4 %.

По отраслям продукция основного вида
деятельности распределилась:
| Отрасли                             | 2001 год                                 | 2001 год           | 2002 год                                 | 2002 год          |
| Отрасли                             | Удельный вес в общем объёме производства | 2001 г/ 2000 г (%) | Удельный вес в общем объёме производства | 2002г/ 2001 г (%) |
| Машиностроение                      | 42,5                                     | 115,2              | 48,2                                     | 172,9             |
| Промышленность стройматериалов      | 20,6                                     | 156,5              | 22,6                                     | 166,8             |
| Пищевая промышленность              | 21,8                                     | 107,7              | 15,9                                     | 111,3             |
| Производство мебели                 | 12,4                                     | 144,0              | 11,8                                     | 146,4             |
| Деревообрабатывающая промышленность | 2,0                                      | 258,2              | 0,9                                      | -                 |

Показатели деятельности основных предприятий
района
| Предприятие                     | Объём производства в действующих ценах | Объём производства в действующих ценах | Объём производства в действующих ценах | Объём производства в действующих ценах | Темп роста в сопоставимых ценах , % | Темп роста в сопоставимых ценах , % |
|                                 | миллионов рублей                       | темп роста к пред. году, %             | миллионов рублей                       | темп роста к предыдущему году, %       | К предыдущему периоду прошлого года | К предыдущему периоду прошлого года |
|                                 | 2001 г.                                | 2001 г.                                | 2002 г.                                | 2002 г.                                | 2001г                               | 2002г                               |
| ОАО (ГУП НО) «Окская судоверфь» | 158,9                                  | 111,4                                  | 274,6                                  | 172,8                                  | 101,3                               | 155,4                               |
| ОАО «НЗСМ»                      | 77,1                                   | 105,6                                  | 128,7                                  | 166,9                                  | 102,9                               | 111,4                               |
| ООО «Камея»                     | 46,1                                   | 138,8                                  | 67,5                                   | 146,4                                  | 125,5                               | 126,7                               |
| ОАО «Навашинский хлеб»          | 81,6                                   | 107,5                                  | 90,8                                   | 111,3                                  | 93,2                                | 105,7                               |

Производство основных видов продукции в
натуральном виде
| Производство основных видов промышленной продукции в натуральном виде | Период | Период | Период | Темп роста        | Темп роста         |
| Производство основных видов промышленной продукции в натуральном виде | 2000г  | 2001г  | 2002г  | 2001 г к 2000 г,% | 2002 г к 2001 г, % |
| судостроение (речные/морские суда), шт.                               | 1      | -      | 1      | -                 |                    |
| наплавной мост, шт.                                                   |        | 1      | 1      |                   | 100                |
| баржа, шт.                                                            |        | 2      | 2      |                   | 100                |
| ремонт                                                                |        |        | 3      |                   |                    |
| кирпич силикатный, млн.шт.                                            | 77,5   | 84,2   | 91,3   | 108,6             | 108,4              |
| известь технологическая, тыс. тн.                                     | 36,2   | 38,4   | 42,75  | 106,1             | 111,3              |
| хлебобулочные изделия, тонн                                           | 14326  | 13573  | 14082  | 94,7              | 103,7              |
| кондитерские изделия, тонн                                            | 38,4   | 43,9   | 79,8   | 114,3             | 181,8              |
| пиломатериалы, тыс.м³                                                 | 5,4    | 9,5    | 7,52   | 175,9             | 79,2               |
| кожгалантерейные изделия(сумки), тыс. шт.                             | 5,5    | 31,7   | 26,7   | 576,4             | 84,2               |
| мебель, млн.руб.                                                      | 32,3   | 40,6   | 67,5   | 125,7             | 166,3              |
| безалкогольные напитки, тыс.дал.                                      | 0,6    | 15,8   | 14,39  | -                 | 91,1               |

### Сельское хозяйство
В районе 12 СПК, ООО «Сельхльхозтехника», ООО «Сельхозхимия», одно муниципальное сельскохозяйственное предприятие и несколько КФХ. Самые крупные: СПК «Коробковский» и СПК «Поздняковский».

### Ресурсы
В структуре земельного фонда 65 % занято лесом. По территории района протекают реки Ока, Тёша, Серёжа, Велетьма, имеется много озёр, самое большое из которых озеро Свято. В районе есть заказник и памятник природы.

### Транспорт
Навашинский район находится в юго-западной части Нижегородской области. Город Навашино и одноимённая железнодорожная станция расположены на правобережье реки Оки, имеет исключительно выгодное транспортно-географическое положение, железнодорожным узлом местного значения, а также автомобильным узлом дорог областного значения.
С областным центром Навашино связано железной дорогой через Арзамас, водным транспортом через речную пристань Муром, находящуюся в 10 километрах на левом берегу Оки.
Транспортная связь с населёнными пунктами района осуществляется по асфальтированным дорогам протяжённостью 169,1 километра.

## Культура и образование
В районе функционируют:
- 18 детских дошкольных учреждений (ДОУ), из них 9 в сельской местности (все ДОУ находятся в муниципальной собственности),
- 21 общеобразовательная школа, в том числе на селе — 16,
- гимназия,
- Выксунский металлургический колледж имени А.А.Козерадского (до 1 сентября 2020 Навашинский политехнический техникум) ,
- детско-юношеская спортивная школа,
- детская музыкальная школа,
- детская художественная школа,
- детский оздоровительный центр «Озеро Свято».

## Спорт
В городском округе насчитывается 20 клубных учреждения, из них в городе — 2, на селе — 19, работает 16 библиотек, из них на селе — 14.
В спортивных секциях занимаются более 2500 человек.
При РОО имеется детский юношеский клуб физической подготовки, который посещают 470 человек.
На сегодняшний день в районе функционирует стадион на 5000 мест, имеется 15 спортивных залов, 13 волейбольных, 8 баскетбольных площадок, 9 футбольных полей, 5 хоккейных кортов, 1 поле для игры в хоккей с мячом, 4 стрелковых тира.
В райцентре работает физкультурно-оздоровительный центр с четырьмя залами и плавательным бассейном где действуют 6 спортивных секций, в них занимаются 340 человек и группы оздоровительной и физкультурной направленности численностью 580 человек.
19 августа 2015 года был открыт Ледовый дворец. Ледовый дворец «Флагман» включает в себя хоккейную площадку с искусственным льдом и трибунами на 140 человек, тренажёрный зал и фитнес зал. Во дворце планируется развивать следующие виды спорта: хоккей с шайбой, хоккей с мячом, фигурное катание, пауэрлифтинг, фитнес-аэробику и др.

## Лечебные учреждения
В систему здравоохранения городского округа входят:
- государственное бюджетное учреждение здравоохранения Нижегородской области «Навашинская центральная районная больница» (ГБУЗ НО «Навашинская ЦРБ») с поликлиникой на 250 посещений в смену и стационаром на 76 коек (2015 г.), в сельской местности 3 врачебных амбулатории (Поздняково, Тёша, Валтово), 16 фельдшерско-акушерских пунктов,
- аптечная сеть ГП Нижегородской области «Нижегородская областная фармация»,
- представительство территориального отдела управления Роспотребнадзора по Нижегородской области,
- представительство филиала ГБУЗ «Центр гигиены и эпидемиологии в Нижегородской области».

Численность врачей (2015 г.) — 35 человек, численность среднего медицинского персонала до 180 человек.

## Национальный и религиозный состав
Национальный состав населения:
русские — 98 %;
узбеки, цыгане, татары — 2 %
Религиозный состав населения:
Подавляющее вероисповедание православное христианство. Также есть староверы и мусульмане.

## Видные уроженцы
- Губкин, Иван Михайлович